# Far & Son
Far & Son är en svensk rapduo bestående av Frej Larsson (Slagsmålsklubben, Maskinen) och Simon Gärdenfors (Las Palmas). De har bland annat uppträtt i Musikhjälpen 2011 och på Hultsfredsfestivalen 2012.
Duon har släppt albumen The Sushi USB EP och Inte Inför Barnen! EP.

## Diskografi

### Studioalbum
- The Sushi USB EP (2012)
- Inte inför barnen! (2014)
- Nya Friska Tag EP (2015)

### Singlar
- Panik (2008)
- Ciggdansen (2010)
- Precis som jag (2010)
- Du är mina tankar (2012)
- Hyr stället (2012)
- Aldrig för sent att ge upp (2013)
- Dubbel Margarita (2014)
- Alla ska med (2014)
- Nattlivspussel (2014)
- Dubbel Margarita - En Julsaga (2014)
- Utan Mig (2015)
- Dom tar oss aldrig levande (2018)